# 久重忠夫
久重 忠夫（ひさしげ ただお、1936年 - ）は、日本の哲学研究者、専修大学名誉教授。フランス現代哲学が専門。

## 来歴
東京生まれ。東京大学大学院博士課程単位取得満期退学。専修大学文学部助教授、教授、2003年退任、名誉教授。

## 著書
- Phénoménologie de la conscience de culpabilité : essai de pathologie éthique. 専修大学出版局 1983
- 『罪悪感の現象学 「受苦の倫理学」序説』（弘文堂） 1988
- 『西欧地獄絵巡礼』（彩流社） 1996
- 『非対称の倫理』（専修大学出版局）　2002
- 『いびつな器 自分史』（私家版） 2008
- 『近代フランス倫理思想史稿 リベルタンをめぐって』（私家版） 2009
- 『受苦の倫理学入門』（編著、個人書店） 2012

## 翻訳
- 『ミシェル・フーコー』（アニー・ゲデ、朝日出版社、朝日現代叢書） 1975
- 『形而上学的経験』（ジャン・ヴァール、理想社、実存主義叢書） 1977
- 『公民の倫理 入門哲学講義』（ポール・フルキエ、筑摩書房） 1977
- 『人間この過ちやすきもの 有限性と有罪性』（ポール・リクール、以文社） 1978
- 『解釈の革新』（ポール・リクール、久米博, 清水誠共編訳、白水社） 1978

## 参考
著者は、『いびつな器』『罪悪感の現象学』、 の3点を久重倫理学としている。